# ولیکا سوگوبینا
ولیکا سوگوبینا (به لاتین: Velika Sugubina}} یک عوارض جغرافیایی در صربستان است که در Pivara Municipality واقع شده‌است.

## خصوصیات
ولیکا سوگوبینا ۲۰٫۳۴ کیلومترمربع مساحت و ۲۳۴ نفر جمعیت دارد.